# Comando Barcelona
El comando Barcelona va ser un grup de l'organització armada Euskadi Ta Askatasuna (ETA) que va estar operatiu a Catalunya des del 1986 fins al 2001, amb diverses desarticulacions i reconfiguracions entremig. Va ser responsable d'atemptats com els de l'Hipercor el 1987 i Vic el 1991, amb desenes de morts. Va assassinar també a diversos polítics, com Ernest Lluch, ministre de Sanitat i Consum al primer govern de Felipe González, i a José Luis Ruiz Casado i Francisco Cano Consuegra, regidors del Partit Popular a Sant Adrià de Besòs i Viladecavalls, respectivament.